# Grand Theft Auto: XXX Parody
Grand Theft Auto: XXX Parody — порнографический фильм, снятый на основе серии компьютерных игр Grand Theft Auto.

## В ролях
В фильме снимались:
- Энтони Росано в роли Стоунер Фака
- Брин Бенсон в роли бродяги
- Дитер фон Штайн в роли предателя
- Сэди Уэст в роли сэди
- Билл Бейли в роли Дмитрия
- Кэролайн Риз в роли секретарши
- Крис Джонсон в роли Джанкирд Крис
- Моник Александр в роли папиной дочки
- Джон Стронг в роли Юрия
- Кэгни Линн Картер в роли Кэгни

## Список сцен
1. Брин Бенсон и Энтони Росано
2. Дитер фон Штайн и Сэди Уэст
3. Билл Бейли и Кэролайн Риз
4. Крис Джонсон и Моник Александр
5. Джон Стронг и Кэгни Линн Картер

## Выпуск
Фильм был выпущен 1 сентября 2010 года в Нидерландах и 10 марта 2011 в США.

## Отзывы
Критик с сайта Fleshbot оценил фильм положительно, отметив его как “отличный пример слаженной работы команды“.
Дон Хьюстон из Xcritics также оценил фильм положительно, однако отметил что как пародия фильм проигрывает.
Однако критику Flesh из Adult DVD Talk фильм не понравился, он назвал его неудачной попыткой адаптации, у которой с игрой практически нет никакой связи, также рецензист подметил, что фильм снимался на портативную камеру, что подпортили впечатление о фильме и сделало конечный продукт некачественным.
Критик с того же сайта T0MBOne также оценил фильм отрицательно, назвав фильм «ничтожным».

## Награды
В 2011 году фильм получил награду Ropey Volley в категории "Лучшая порнопародия".